# 1990年國際足協世界盃淘汰賽
1990年國際足協世界盃淘汰賽是1990年國際足協世界盃最後階段賽事。賽事由6月23日展開的十六強開始，到7月8日於羅馬舉行的決賽結束。最終，西德於決賽以 1–0 擊敗衛冕冠軍的阿根廷，歷來第三次贏得世界盃錦標。
十六支晉級淘汰賽的球隊，會以單回合制淘汰賽形式進行比賽。於淘汰賽中，假如賽事在常規 90 分鐘內賽和，會進行 30 分鐘加時賽。若加時賽後仍然持平，會以互射十二碼決出勝負。
所有列出時間為當地時間。 (UTC+01:00)